# پنتاکلرونیتروبنزن
پنتاکلرونیتروبنزن (به انگلیسی: Pentachloronitrobenzene) با فرمول شیمیایی C6Cl5NO2 یک ترکیب شیمیایی با شناسه پاب‌کم 6720 است. که جرم مولی آن 295.36 g/mol می‌باشد. شکل ظاهری این ترکیب، بلورهای زرد است.